# 드래곤 에이지 퓨어
드래건 에이지 퓨어(Dragon Age Pure)는 후지미 쇼보가 2009년까지 발행했던 일본의 만화잡지이다.

## 개요
2006년 6월 30일 발간했다. 처음에는 계간으로 발행했지만, 2007년 4월 20일에 발매된 Vol.4부터 월간으로 전환. 2009년 2월 20일에 Vol.15으로 폐간되었고, 일부 연재 만화는 《드래건 에이지》로 옮겼다.

## 주요 작품

### 만화

#### 월간 드래곤 에이지에 이적
- 이국미로의 쿠로와제 (다케다 히나타)
- 크림슨 그레이브 (미타케 타이시)
- 강각의 레기오스 (원작: 아메키 슈우스케 작화: 미유)
- 강각의 레기오스의 4컷 페리의 시 (노래) (원작: 아메키 슈우스케 작화: 후타바 마스미 캐릭터 원안: 미유)
- 학생회의 일존 (원작: 아오이 세키나 작화: 10mo 캐릭터 원안: 이누가미 키라)
- 데쓰나기코오니. (아오키 우메)
- bee-be-beat it! Be 비-비-비-비트! - 천신 학원 낭만 앨범 - (원안: 이토 노이지 원작: 신노 마사키 작화: 혼다 아리마)
- 마켄 히멧! -MAKEN-KI! - (다케다 히로미쓰)
- 메이의 실마리 -make miracle- (구사카 시로이)
- 라즈베리 필드의 마녀 (미야기 토오코)

#### 본지에서 완결
- 내일의 너와 만나기 위해 (원작: Purple software 작화: 온다 치로)
- @홈 ~ 자매들의 마음~ (다카기 노부유키)
- 소녀의 색! (미카게)
- 오리할콘 · 레이카루 (오카지마 시로)
- Garden -1st flush- (원작: CUFFS 작화: 가구라자카 나구)
- 키라 ☆ 키라 (원작: OVERDRIVE 작화: 우에다 키쿠)
- 키루토 ~ 리플 섬은 사랑의 떠들썩함 ~ (원안: CLOVER 원작: 가에데 토오루 작화: 미즈타니 유즈)
- 殺×愛 -키루라부- (원작: 가제 메구 작화: G 무뇨)
- CLANNAD -tomoyo dearest- (원작: Key 작화: 스미요시 유키코)
- THE CINDERELLA SHOES (우가와 히로키)
- 칠인의 무기 가게 1/7 (원작: 다이라쿠 켄타 작화: 곤야 타카시)
- SHI-NO - 시노 - (원작: 우에쓰키 아마네 작화: 도조 사카나)
- 소드 월드 ぺらぺらず (원작: 그룹 SNE · 후지사와 사나에 작화: 가와쿠)
- 태양의 미코토 (은전 치로)
- D.C. ~ 다카포 ~ the Origin (원작: CIRCUS 작화: 구로이 미메이)
- 인형 소녀
- 토모요 애프터 -Dear Shining Memories- (원작: Key 작화: 스미요시 유키코)
- 두근 ♥ 두근 신겐 채널 ★ (가구라자카 나구)
- 공주의 눈물은 멈추지 않아 (아키즈키 료)
- 부추 ☆ 아내 marriage to demon? (오우치 타카도)
- 반창고의 유혹 (쓰바키 료)
- 진짜 마음은 미소의 저편에 Kanon -each regret of kanon- (원작: Key 작화: 시모쓰키 키누사)
- 찾아 내! 쉐도우 드롭스 (가와쿠)
- MUNTO - 유메미 패러독스 -
- 메이드를 노려라! ~ 중림 교장 노 야망 ~ (원작: 마쓰 작화: 쓰바키 아스)
- 유한회사 코볼트 사립탐정사 (류가 쇼)
- 룸! ROOM NO.1301 (원작: 아라이 테루 작화: 삿치)

#### 소설
- 학교요괴기행 제8괴담 모집 중 (글: 류키시07 그림: 니시E다)
- bee-be-beat it! Be 비-비-비-비트! (노벨 판) (원안: 이토 노이지 글: 신노 마사키 정수 일러스트: 고부이치 무리링)

#### 칼럼
☆그림듬뿍 (☆가 야로)